# Coppa del mondo di tennistavolo
La Coppa del mondo di tennistavolo è una competizione annuale che riunisce i migliori atleti internazionali. La prova si svolge attraverso un torneo con 16 partecipanti. Sono ammessi alla prova i campioni di ogni continente, il campione mondiale, il campione olimpico e giocatori invitati dal paese organizzatore.

## Vincitori

### Singolare maschile
| Anno | Città ospitante   | Oro                  | Argenot              | Bronzo               |
| ---- | ----------------- | -------------------- | -------------------- | -------------------- |
| 1980 | Hong Kong         | Guo Yuehua           | Li Zhenshi           | Josef Dvoracek       |
| 1981 | Kuala Lumpur      | Tibor Klampár        | Xie Saike            | Guo Yuehua           |
| 1982 | Hong Kong         | Guo Yuehua           | Mikael Appelgren     | Xie Saike            |
| 1983 | Barbados          | Mikael Appelgren     | Jan-Ove Waldner      | Erik Lindh           |
| 1984 | Kuala Lumpur      | Jiang Jialiang       | Kim Wan              | Ulf Bengtsson        |
| 1985 | Foshan            | Chen Xinhua          | Andrzej Grubba       | Jiang Jialiang       |
| 1986 | Port of Spain     | Chen Longcan         | Jiang Jialiang       | Kim Wan              |
| 1987 | Macao             | Teng Yi              | Jiang Jialiang       | Andrzej Grubba       |
| 1988 | Guangzhou & Wuhan | Andrzej Grubba       | Chen Longcan         | Jiang Jialiang       |
| 1989 | Nairobi           | Ma Wenge             | Andrzej Grubba       | Mikael Appelgren     |
| 1990 | Chiba             | Jan-Ove Waldner      | Ma Wenge             | Chen Longcan         |
| 1991 | Kuala Lumpur      | Jörgen Persson       | Jean-Philippe Gatien | Jan-Ove Waldner      |
| 1992 | Ho Chi Minh City  | Ma Wenge             | Kim Taek-soo         | Yoo Nam-kyu          |
| 1993 | Guangzhou         | Zoran Primorac       | Wang Tao             | Wenguan Johnny Huang |
| 1994 | Taipei            | Jean-Philippe Gatien | Jean-Michel Saive    | Zoran Primorac       |
| 1995 | Nimes             | Kong Linghui         | Jörg Roßkopf         | Liu Guoliang         |
| 1996 | Nimes             | Liu Guoliang         | Jan-Ove Waldner      | Vladimir Samsonov    |
| 1997 | Nimes             | Zoran Primorac       | Kong Linghui         | Vladimir Samsonov    |
| 1998 | Shantou           | Jörg Roßkopf         | Kim Taek-soo         | Zoran Primorac       |
| 1999 | Xiaolan           | Vladimir Samsonov    | Werner Schlager      | Zoran Primorac       |
| 2000 | Yangzhou          | Ma Lin               | Kim Taek-soo         | Wang Liqin           |
| 2001 | Courmayeur        | Vladimir Samsonov    | Wang Liqin           | Jörg Roßkopf         |
| 2002 | Jinan             | Timo Boll            | Kong Linghui         | Zoran Primorac       |
| 2003 | Jiangyin          | Ma Lin               | Kalinikos Kreanga    | Wang Liqin           |
| 2004 | Hangzhou          | Ma Lin               | Kalinikos Kreanga    | Wang Hao             |
| 2005 | Liegi             | Timo Boll            | Wang Hao             | Ma Lin               |
| 2006 | Parigi            | Ma Lin               | Wang Hao             | Wang Liqin           |
| 2007 | Barcellona        | Wang Hao             | Ryu Seung-min        | Wang Liqin           |
| 2008 | Liegi             | Wang Hao             | Timo Boll            | Ma Long              |
| 2009 | Mosca             | Vladimir Samsonov    | Chen Qi              | Ma Long              |
| 2010 | Magdeburgo        | Wang Hao             | Zhang Jike           | Timo Boll            |
| 2011 | Parigi            | Zhang Jike           | Wang Hao             | Joo Se-hyuk          |
| 2012 | Liverpool         | Ma Long              | Timo Boll            | Vladimir Samsonov    |
| 2013 | Verviers          | Xu Xin               | Vladimir Samsonov    | Dimitrij Ovtcharov   |
| 2014 | Düsseldorf        | Zhang Jike           | Ma Long              | Timo Boll            |
| 2015 | Halmstad          | Ma Long              | Fan Zhendong         | Dimitrij Ovtcharov   |
| 2016 | Saarbrücken       | Fan Zhendong         | Xu Xin               | Wong Chun-ting       |
| 2017 | Liège             | Dimitrij Ovtcharov   | Timo Boll            | Ma Long              |
| 2018 | Parigi            | Fan Zhendong         | Timo Boll            | Lin Gaoyuan          |
| 2019 | Chengdu           | Fan Zhendong         | Tomokazu Harimoto    | Lin Yun-ju           |
| 2020 | Weihai            | Fan Zhendong         | Ma Long              | Tomokazu Harimoto    |
| 2024 | Macao             | Ma Long              | Lin Gaoyuan          | Tomokazu Harimoto    |
| 2024 | Macao             | Ma Long              | Lin Gaoyuan          | Wang Chuqin          |
| 2025 | Macao             | Hugo Calderano       | Lin Shidong          | Liang Jingkun        |
| 2025 | Macao             | Hugo Calderano       | Lin Shidong          | Wang Chuqin          |

### Singolare femminile
| Anno | Città ospitante | Oro          | Argento          | Bronzo             |
| ---- | --------------- | ------------ | ---------------- | ------------------ |
| 1996 | Hong Kong       | Deng Yaping  | Yang Ying        | Wang Chen          |
| 1997 | Shanghai        | Wang Nan     | Li Ju            | Li Chunli          |
| 1998 | Taipei          | Wang Nan     | Li Ju            | Chen-Tong Fei-Ming |
| 2000 | Phnom Penh      | Li Ju        | Wang Nan         | Sun Jin            |
| 2001 | Wuhu            | Zhang Yining | Kim Hyon-hui     | Mihaela Steff      |
| 2002 | Singapore       | Zhang Yining | Li Nan           | Tie Ya Na          |
| 2003 | Hong Kong       | Wang Nan     | Niu Jianfeng     | Zhang Yining       |
| 2004 | Hangzhou        | Zhang Yining | Wang Nan         | Tie Ya Na          |
| 2005 | Guangzhou       | Zhang Yining | Guo Yan          | Ai Fukuhara        |
| 2006 | Urumqi          | Guo Yan      | Zhang Yining     | Li Jiawei          |
| 2007 | Chengdu         | Wang Nan     | Zhang Yining     | Guo Yue            |
| 2008 | Kuala Lumpur    | Li Xiaoxia   | Tie Ya Na        | Feng Tianwei       |
| 2009 | Guangzhou       | Liu Shiwen   | Guo Yue          | Li Xiaoxia         |
| 2010 | Kuala Lumpur    | Guo Yan      | Jiang Huajun     | Guo Yue            |
| 2011 | Singapore       | Ding Ning    | Li Xiaoxia       | Tie Ya Na          |
| 2012 | Huangshi        | Liu Shiwen   | Elizabeta Samara | Shen Yanfei        |
| 2013 | Kōbe            | Liu Shiwen   | Wu Yang          | Feng Tianwei       |
| 2014 | Linz            | Ding Ning    | Li Xiaoxia       | Kasumi Ishikawa    |
| 2015 | Sendai          | Liu Shiwen   | Kasumi Ishikawa  | Petrissa Solja     |
| 2016 | Filadelfia      | Miu Hirano   | Cheng I-ching    | Feng Tianwei       |
| 2017 | Markham         | Zhu Yuling   | Liu Shiwen       | Cheng I-ching      |
| 2018 | Chengdu         | Ding Ning    | Zhu Yuling       | Cheng I-ching      |
| 2019 | Chengdu         | Liu Shiwen   | Zhu Yuling       | Feng Tianwei       |
| 2020 | Weihai          | Chen Meng    | Sun Yingsha      | Mima Ito           |
| 2024 | Macao           | Sun Yingsha  | Wang Manyu       | Chen Meng          |
| 2024 | Macao           | Sun Yingsha  | Wang Manyu       | Miwa Harimoto      |
| 2025 | Macao           | Sun Yingsha  | Kuai Man         | Chen Xingtong      |
| 2025 | Macao           | Sun Yingsha  | Kuai Man         | Mima Ito           |

### Doppio maschile
| Anno | Luogo     | Vincitori                | Secondi classificati           | Terzi classificati              | Terzi classificati             |
| ---- | --------- | ------------------------ | ------------------------------ | ------------------------------- | ------------------------------ |
| 1990 | Seul      | Kim Taek-Soo Yoo Nam-Kyu | Steffen Fetzner Jörg Roßkopf   | Andrzej Grubba Leszek Kucharski | Ilija Lupulesku Zoran Primorac |
| 1992 | Las Vegas | Kim Taek-Soo Yoo Nam-Kyu | Andrei Mazunov Dmitrij Mazunov | Steffen Fetzner Jörg Rosskopf   | Kang Hee-Chan Lee Chul-Seung   |

### Doppio femminile
| Anno | Luogo     | Vincitrici                | Seconde classificate      | Terze classificate      | Terze classificate        |
| ---- | --------- | ------------------------- | ------------------------- | ----------------------- | ------------------------- |
| 1990 | Seul      | Hong Cha-Ok Hyun Jung-Hwa | Chai Po Wa Chan Tan Lui   | Deng Yaping Hu Xiaoxin  | Hong Soon-Hwa Lee Tae-Joo |
| 1992 | Las Vegas | Deng Yaping Qiao Hong     | Hong Cha-Ok Hyun Jung-Hwa | Chai Po Wa Chan Tan Lui | Chen Zihe Gao Jun         |

### Squadre maschili
| Anno | Luogo      | Vincitori     | Finalisti     | Semifinalisti | Semifinalisti  |
| ---- | ---------- | ------------- | ------------- | ------------- | -------------- |
| 1990 | Chiba      | Svezia        | Cina          | Inghilterra   | Corea del Nord |
| 1991 | Barcellona | Cina          | Svezia        | Francia       | Corea del Nord |
| 1994 | Nîmes      | Cina          | Svezia        | Francia       | Belgio         |
| 1995 | Atlanta    | Corea del Sud | Germania      | Stati Uniti   | Giappone       |
| 2007 | Magdeburgo | Cina          | Hong Kong     | Austria       | Corea del Sud  |
| 2009 | Linz       | Cina          | Corea del Sud | Germania      | Hong Kong      |
| 2010 | Dubai      | Cina          | Corea del Sud | Germania      | Austria        |
| 2011 | Magdeburgo | Cina          | Corea del Sud | Germania      | Giappone       |
| 2013 | Canton     | Cina          | Taipei cinese | Egitto        | Giappone       |
| 2015 | Dubai      | Cina          | Austria       | Portogallo    | Taipei cinese  |
| 2018 | Londra     | Cina          | Giappone      | Corea del Sud | Inghilterra    |
| 2019 | Tokyo      | Cina          | Corea del Sud | Taipei cinese | Giappone       |

### Squadre femminili
| Anno | Luogo      | Vincitrici | Finaliste      | Semifinaliste | Semifinaliste  |
| ---- | ---------- | ---------- | -------------- | ------------- | -------------- |
| 1990 | Chiba      | Cina       | Corea del Nord | Corea del Sud | Giappone       |
| 1991 | Barcellona | Cina       | Corea del Sud  | Giappone      | Corea del Nord |
| 1994 | Nîmes      | Russia     | Germania       | Paesi Bassi   | Cina           |
| 1995 | Atlanta    | Cina       | Romania        | Ungheria      | Corea del Sud  |
| 2007 | Magdeburgo | Cina       | Corea del Sud  | Hong Kong     | Ungheria       |
| 2009 | Linz       | Cina       | Singapore      | Hong Kong     | Giappone       |
| 2010 | Dubai      | Cina       | Singapore      | Corea del Sud | Giappone       |
| 2011 | Magdeburgo | Cina       | Giappone       | Singapore     | Hong Kong      |
| 2013 | Canton     | Cina       | Giappone       | Singapore     | Hong Kong      |
| 2015 | Dubai      | Cina       | Corea del Nord | Singapore     | Giappone       |
| 2018 | Londra     | Cina       | Giappone       | Hong Kong     | Corea del Nord |
| 2019 | Tokyo      | Cina       | Giappone       | Corea del Sud | Taipei cinese  |